# Феджу, Лоик
Макси́м Лои́к Фёджу́ Нгега́н (фр. Maxime Loïc Feudjou Nguegang; род. 14 апреля 1992 года в Дуале) — камерунский футболист, вратарь клуба «Аль-Оруба» Эль-Джауф. Выступал в национальной сборной Камеруна.

## Клубная карьера
Лоик начинал свою карьеру в весьма скромной камерунской команде «Ботафого». Дебютировал он за неё в сезоне 2010/11, когда клуб выступал в третьем камерунском дивизионе, однако своей игрой сумел обратить на себя внимание одного из сильнейших клубов страны, «Котон Спорта». В своём дебютном сезоне 2011/12 он сыграл в тринадцати играх чемпионата и пропустил пять мячей. С тех пор Лоик стал основным голкипером клуба и ключевым для всей команды игроком.

## Карьера в сборной
В 2011 году Лоик в составе молодёжной сборной Камеруна принял участие на молодёжном чемпионате Африки. За национальную сборную Камеруна он дебютировал 29 мая 2014 года в матче против сборной Парагвая. Лоик попал в состав сборной на чемпионат мира 2014.

## Достижения
- Чемпион Камеруна (1): 2013